# Nematocampa evanidaria
Nematocampa evanidaria là một loài bướm đêm trong họ Geometridae.